# Martin Ebner (Bankier)
Martin Mauritius Ebner (* 12. August 1945) ist ein Schweizer Bankier und Investor aus der Gemeinde Freienbach im Kanton Schwyz.

## Werdegang
Martin Ebner wuchs in Hurden bei Pfäffikon SZ auf. Er studierte in Zürich Rechtswissenschaft, schloss als lic.iur. mit magna cum laude ab und studierte danach an der University of Florida Business Administration (PhD).
Bevor Ebner 1985 seine eigene Bank, die BZ Bank Zürich (heute BZ Bank), gründete, arbeitete er bei der Schweizerischen Kreditanstalt (spätere Credit Suisse) und bei der Bank Vontobel. Bei der BZ Bank war er bis Ende 2000 Vorsitzender der Geschäftsleitung. Seither konzentriert er sich auf die Verwaltung der verschiedenen von ihm gehaltenen Beteiligungen an öffentlichen und privaten Unternehmen.

### Aufstieg
1988 gründete Ebner die BZ Gruppe Holding Aktiengesellschaft. Zu deren Beteiligungen gehörten neben der BZ Bank die BZ Trust Aktiengesellschaft, eine Vermögensverwaltungsgesellschaft, sowie Kontrollmehrheiten an den von Ebner gegründeten und an der Börse gehandelten vier Beteiligungsgesellschaften (BK Vision, Pharma Vision, Stillhalter Vision, Gas Vision). In der Presse wurden sie gelegentlich, nach dem gemeinsamen Namensbestandteil, als Ebners „Visionen“ bezeichnet. Dazu kamen im Verlauf der Zeit bedeutende Beteiligungen an verschiedenen Publikumsunternehmen und privaten Gesellschaften, darunter Alusuisse und Lonza Group, Asea Brown Boveri, Credit Suisse Group, Roche Holding, Schweizerische Bankgesellschaft, Winterthurer Versicherung sowie Intershop Holding.
Ebner setzte auf Aktien als die langfristig erfolgversprechendste Anlagekategorie. Er versuchte auch, im Sinne des Shareholder Values Einfluss auf das Management der Unternehmen zu nehmen, in die er investierte und in deren Aufsichtsgremien er teilweise Einsitz nahm. Er forderte auch eine Verkleinerung der Aufsichtsgremien und eine Entlöhnung des Managements, welche sich nicht nur am Gewinn eines Unternehmens ausrichtet, sondern auch am Risiko. Für die Durchsetzung seiner Aktionärsrechte beschritt Ebner in einzelnen Fällen auch den Rechtsweg, wobei insbesondere die Verfahren gegen die Mitglieder des Verwaltungsrates der damaligen Schweizerischen Bankgesellschaft (UBS) und die Gesellschaft selber bekannt wurden.
Zeitweise war das von der BZ Gruppe gehaltene Portfolio von Beteiligungen über 30 Milliarden Franken wert. Allerdings war der Fremdkapitalanteil hoch.
Durch aggressive Werbung versuchte Ebner auch Kleinanleger als Kunden für die BZ Bank zu gewinnen und führte für sie das BZ Aktienkonto ein.
Zu den engsten Freunden Ebners wird der Politiker Christoph Blocher gezählt. Mit diesem teilte er auch Verwaltungsratsmandate.

### Krise
Der schleichende Niedergang der BZ Gruppe Holding begann mit den monatelang andauernden starken Kursrückgängen an den internationalen Börsen nach dem Platzen der Internetblase in den Jahren 2000/2001 und den Terroranschlägen am 11. September 2001. Die BZ Gruppe, eingeschlossen die von ihr verwalteten Beteiligungsgesellschaften, wurden von der Börsenbaisse aufgrund der Konzentration auf wenige Beteiligungen überproportional getroffen. Ein im Sommer 2002 mit den kreditgebenden Banken abgeschlossenes Stillhalteabkommen ermöglichte das Weiterbestehen der BZ Gruppe. Allerdings war Ebner gezwungen, den Grossteil seiner Beteiligungen zu verkaufen oder an die Banken abzutreten. Das betraf auch Kontrollmehrheiten an den Visionsgesellschaften, die an die Zürcher Kantonalbank übergingen.
Als Hauptbeteiligung blieb der BZ Gruppe eine Mehrheitsbeteiligung an dem kotierten Immobilienunternehmen Intershop. Der Kern der BZ Gruppe, die BZ Bank, wurde im Frühjahr 2003 von Martin Ebner und seiner Frau Rosmarie zusammen mit den Geschäftsleitungsmitgliedern Alfred Böni und Ralph Stadler aus der BZ Gruppe herausgelöst und seither getrennt weitergeführt.

### Erholung
Seit der Beendigung des Stillhalteabkommens mit den kreditgebenden Banken im Juli 2003 hat sich die BZ Gruppe Holding wieder erholt. Im Jahre 2005 änderte die Dachgesellschaft der Gruppe den Namen in Patinex AG und tritt seither unter dieser Firma auf. Im gleichen Jahr erwarb die Patinex 12,5 Prozent am Rückversicherer Converium und spielte damit bei der – zu Beginn feindlichen – Übernahme von Converium durch den französischen Rückversicherungskonzern SCOR eine entscheidende Rolle. Mit einem Anteil von rund 8 Prozent war Ebner über die Patinex bis zum Verkauf der Beteiligung im Frühling 2015 der grösste Aktionär bei SCOR. 
Heute hält Ebner seine Beteiligungen an kotierten und nichtkotierten Unternehmen zusammen mit seiner Frau Rosmarie sowohl über die Patinex AG wie auch über die Anna Holding AG. Das operative Geschäft für die beiden Holdinggesellschaften führt die Patinex Management AG. Zu den offengelegten Beteiligungen gehören die schweizerischen kotierten Unternehmen Intershop, Holcim, Amrize, Temenos und Autoneum. Im nichtkotierten Bereich hält das Ehepaar Ebner neben anderen grössere Beteiligungen am Genfer Immunologieunternehmen NovImmune und am Schweizer Unternehmen United Machining Solutions, einem der grössten Werkzeugmaschinenhersteller weltweit.
2008 übernahm die Patinex die Schweizer Fluggesellschaft Helvetic Airways und die mit dieser verbundene Flugschule Horizon Swiss Flight Academy.
Seine Beteiligung an der BZ Bank verkaufte das Ehepaar Ebner Ende 2024 vollständig an die Graubündner Kantonalbank, nachdem diese schon per 1. Juli 2022 70 Prozent der Beteiligung übernommen hatte.

## Vermögen
2001 schätzte das Wirtschaftsmagazin Bilanz sein Vermögen auf 4 bis 5 Milliarden Franken, 2014 auf 1,25 Milliarden Franken.
Gemäss Reichsten-Liste der Bilanz betrug sein Vermögen 2024 3,5 bis 4 Milliarden Franken.

## Filmografie
- L'expérience Blocher, documentar, 2013.